# Cư Knia
Cư Knia là một xã thuộc huyện Cư Jút, tỉnh Đắk Nông, Việt Nam.

## Địa lý
Xã Cư Knia nằm ở phía nam huyện Cư Jút, có vị trí địa lý:
- Phía đông giáp xã Nam Dong
- Phía tây giáp huyện Đắk Mil
- Phía nam giáp xã Trúc Sơn và huyện Đắk Mil
- Phía bắc giáp xã Đắk D'rông.

Xã Cư Knia có diện tích 32,16 km², dân số năm 2020 là 8.805 người, mật độ dân số đạt 274 người/km².

## Hành chính
Xã Cư Knia được chia thành 13 thôn: 1, 2, 3, 4, 5, 6, 7, 8, 9, 10, 11, 12, Năm Tầng.

## Lịch sử
Xã Cư Knia được thành lập vào ngày 15 tháng 8 năm 2001 trên cơ sở 2.987 ha diện tích tự nhiên và 3.278 người của xã Trúc Sơn.
Ngày 12 tháng 1 năm 2021, Ủy ban Thường vụ Quốc hội ban hành Nghị quyết 1190/NQ-UBTVQH14 về việc điều chỉnh địa giới đơn vị hành chính cấp huyện, xã thuộc tỉnh Đắk Nông (nghị quyết có hiệu lực từ ngày 1 tháng 2 năm 2021). Theo đó, điều chỉnh 2,56 km² diện tích tự nhiên của thôn Năm Tầng thuộc xã Đắk R'La, huyện Đắk Mil về xã Cư Knia quản lý.